# Cantonul Chambéry-Nord
Cantonul Chambéry-Nord este un canton din arondismentul Chambéry, departamentul Savoie, regiunea Rhône-Alpes, Franța.

## Comune
- Chambéry (parțial, reședință), wijken: Hauts-de-Chambéry en du Mollard, hameau Chambéry-le-Vieux.
- Sonnaz